# Campanula calycialata
Campanula calycialata är en klockväxtart som beskrevs av V.Randjel. och Zlatkovic. Campanula calycialata ingår i släktet blåklockor, och familjen klockväxter.
Artens utbredningsområde är Serbien. Inga underarter finns listade i Catalogue of Life.